# Pegomya brunicornis
Pegomya brunicornis este o specie de muște din genul Pegomya, familia Anthomyiidae, descrisă de Robineau-desvoidy în anul 1830.
Este endemică în Franța. Conform Catalogue of Life specia Pegomya brunicornis nu are subspecii cunoscute.